# Colobothea grallatrix
Colobothea grallatrix är en skalbaggsart som beskrevs av Bates 1865. Colobothea grallatrix ingår i släktet Colobothea och familjen långhorningar. Inga underarter finns listade i Catalogue of Life.